# Brevvåg

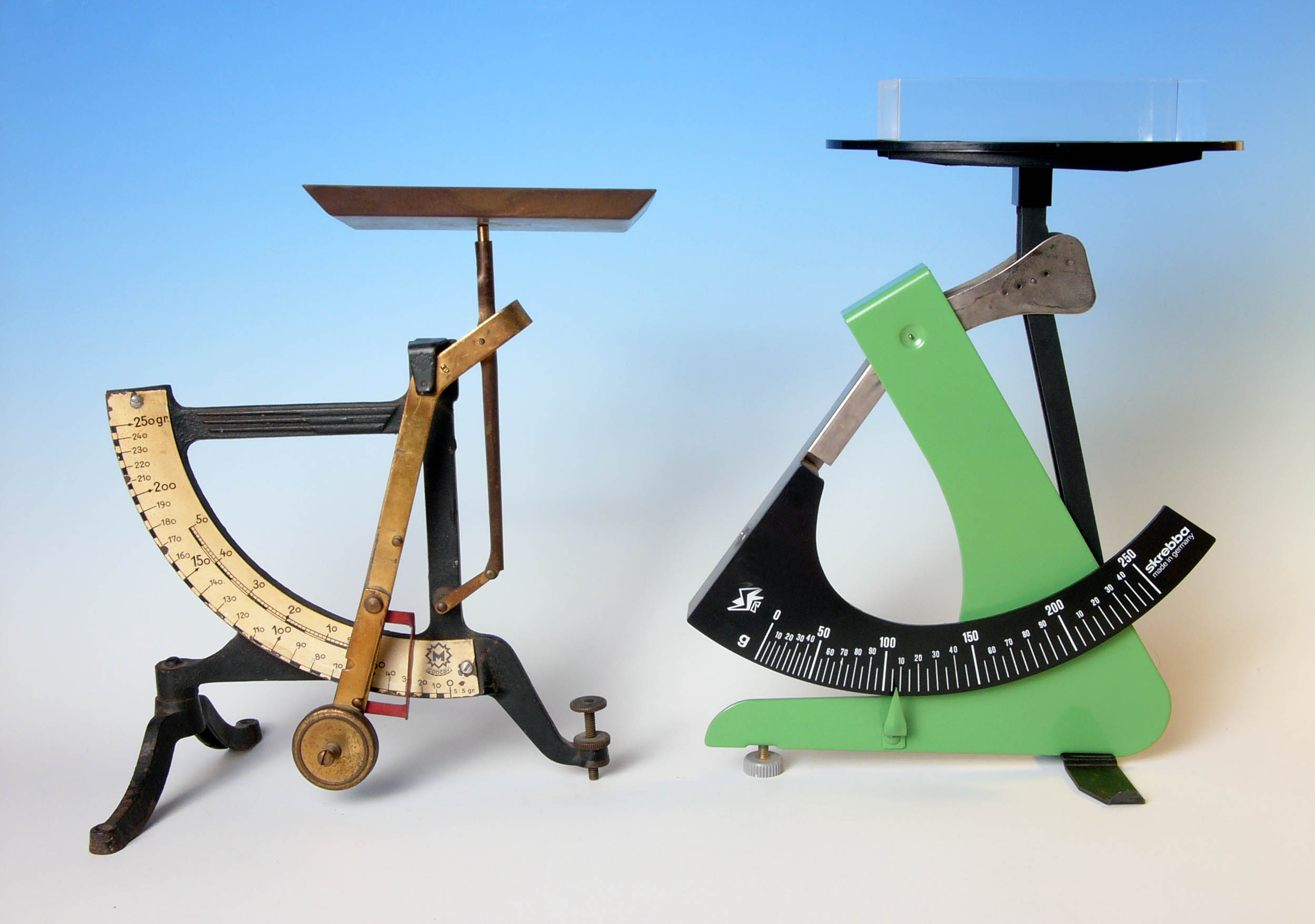
Brevvågar 1940, 1975
Den vänstra är en replik från originalet Soennecken nr 188, som tillverkades perioden 1896…1899

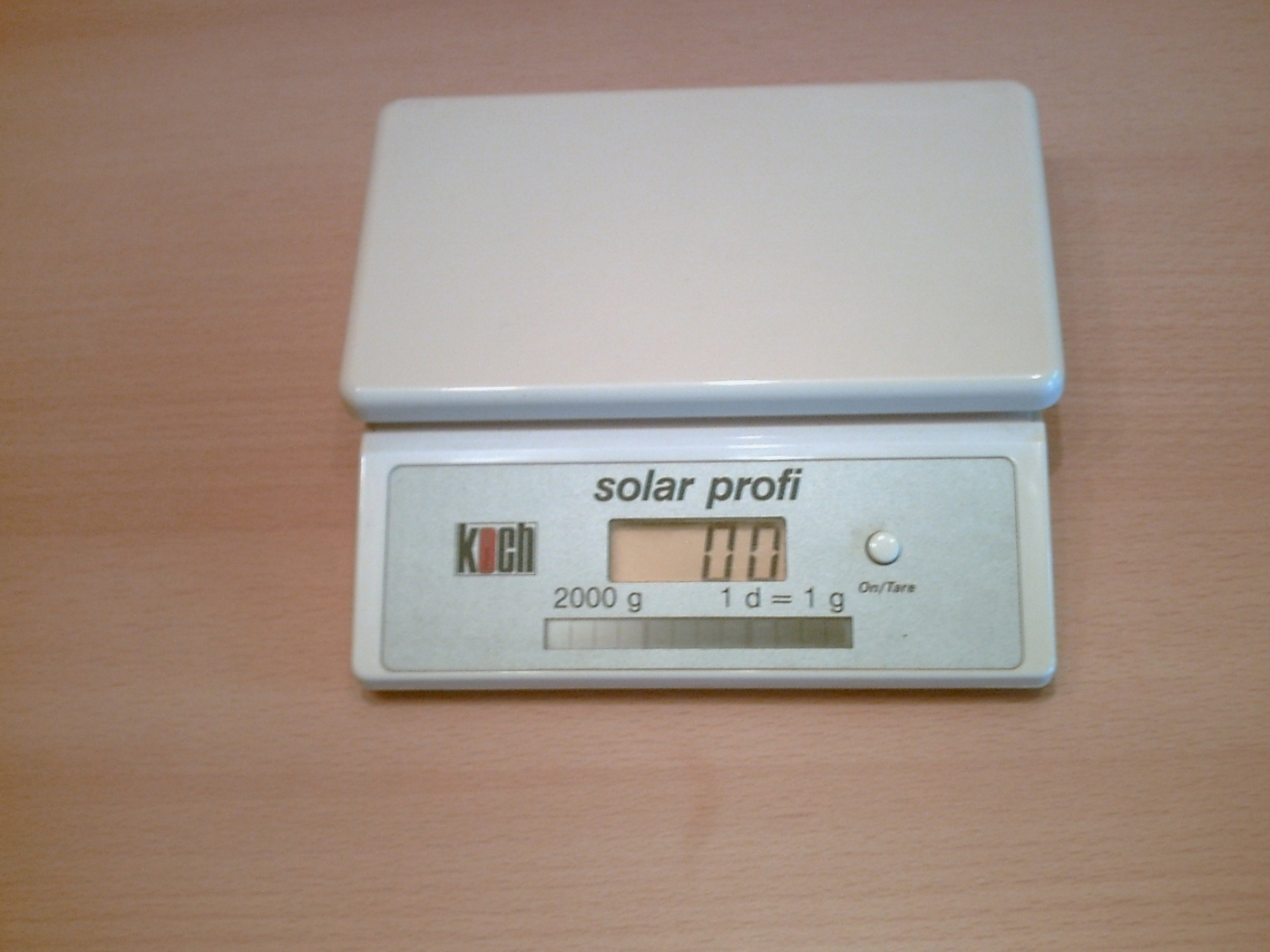
Elektronisk brevvåg

En brevvåg används för att kontrollera vikten på postförsändelser som ska skickas med posten. Vikten avgör mändgen porto som krävs.
Äldre modeller av brevvågar kunde bestå av en typ av linjal med en klämma i ena änden och ett antal numrerade hål med olika avstånd från centrum. Genom att hänga fast ett brev i klämman och balansera brevvågen i ett av hålen, kan man se om vikten överskrider den vikt som är markerad i hålet.
Moderna brevvågar är oftast elektroniska, och kan kopplas till en frankeringsmaskin för att automatiskt ge rätt porto för varje försändelse.
En typisk brevvåg brukar ha en upplösning på ett gram.

## Funktionen på Soenneckenvågen typ 188
Med skruven på foten längst till höger justeras visningen till 0 g med obelastad våg.
Med motvikten i det på bilden visade läget är mätområdet 0 … 250 g. Avläsning sker på den yttre skalan.
Ungefär en tredjedel upp på pendelarmen finns en led, så att motvikten kan vridas till ett övre läge, nära pendelarmens upphängningspunkt. Mätområdet blir därmed 0 … 50 g. Avläsning görs mot den inre skalan.